# کریستیان کولیالگ
کریستیان کولیالگ (استونیایی: Kristjan Kõljalg؛ زادهٔ ۲۶ دسامبر ۱۹۸۲) سیاستمدار و نماینده سابق مجلس اهل استونی است.